# 日本テレビ系ドラマ 同窓会 オリジナルサウンドトラック
『日本テレビ系ドラマ 同窓会 オリジナルサウンドトラック』（にほんテレビけいドラマ どうそうかい オリジナルサウンドトラック）は、渡辺俊幸による日本テレビ系ドラマ『同窓会』のサウンドトラック。1993年12月21日にバップより発売された。

## リリース・音楽性
通常盤のみの1形態で発売。渡辺俊幸が音楽を担当する日本テレビ系ドラマ『同窓会』のサウンドトラックで、主題歌であるMr.Childrenの「CROSS ROAD」や挿入歌である米川英之の「同窓会」のほか、両曲のアレンジ・バージョンを含むドラマの劇伴を全22曲収録している。

## 収録曲
- 全作曲・編曲：渡辺俊幸（#7, #13, #14, #21, #22除く） / プロデュース：松根丈・吉田政美

1. The Springtime of Life [2:35]
2. Vally View [1:52]
3. Memory of Pain [2:02]
4. Splash (Theme) [1:46]
5. Good Fellows [2:00]
6. Smiling Faces [2:10]
7. 同窓会 [5:00]
  - 作詞：井沢満 / 作曲：米川英之 / 編曲：難波弘之・米川英之

米川英之の2ndシングル。
8. Mistral [1:59]
9. Peace of Mind [2:19]
10. Splash (Love) [1:53]
11. Stormy Night [1:30]
12. Shadow of Darkness [1:19]
13. CROSS ROAD (Ballad) [1:43]
  - 作曲：桜井和寿 / 編曲：渡辺俊幸

Mr.Childrenの4thシングルのインストゥルメンタル・アレンジ・バージョン。
14. 同窓会 (Medium) [2:01]
  - 作曲：米川英之 / 編曲：渡辺俊幸

米川英之の2ndシングルのインストゥルメンタル・アレンジ・バージョン。
15. Moody Clouds [1:16]
16. Beyond the Wave [2:00]
17. Splash (Suffering) [1:36]
18. No Way Out [1:17]
19. Wandering Soul [2:19]
20. Mind Winter [1:39]
21. 同窓会 (Ballad) [2:17]
  - 作曲：米川英之 / 編曲：渡辺俊幸

米川英之の2ndシングルのインストゥルメンタル・アレンジ・バージョン。
22. CROSS ROAD [4:33]
  - 作詞・作曲：桜井和寿 / 編曲：小林武史 & Mr.Children

Mr.Childrenの4thシングル。